# اینترنشنال فلیورز
اینترنشنال فلیورز (انگلیسی: International Flavors) شرکت صنایع شیمیایی آمریکایی است، که در سالر۱۹۵۸ تأسیس شد.